# Macària (filla d'Hèracles)
Segons la mitologia grega, Macària (en grec antic Μακαρία "la Benaurada"), va ser una heroïna, l'única filla d'Hèracles, entre els molts fills que se li atribueixen. La seva mare va ser Deianira.
Va apagar la pira del Mont Eta, on el seu pare es cremava. Més tard, amb els seus germans va anar a refugiar-se a Traquis i després a Atenes. L'oracle havia dit que la victòria sobre Euristeu només seria possible si se sacrificava una víctima humana, "una verge d'una noble estirp", i Macària es va oferir voluntàriament per al sacrifici, garantint la victòria dels Heraclides durant l'assalt de Tirint.
En memòria seva hi havia prop de Marató, a l'Àtica, una font que portava el nom de Macària.